# Katedra św. Szczepana w Meaux
Katedra św. Szczepana w Meaux – rzymskokatolicka katedra wzniesiona etapami między XII a XVI wiekiem w Meaux, w departamencie Sekwana i Marna. 
Pierwszym wzniesionym elementem katedry był chór, którego budowa trwała od 1175 do 1180. Dalsze prace wsparł finansowo Henryk I hrabia Szampanii, którego zmarła żona została pochowana w nieukończonej jeszcze świątyni ok. 1198. Do 1200 zostały ukończone prace nad trzema kaplicami bocznymi, ambitem i prezbiterium. W latach 1215–1220 wzniesione zostały filary, na których miał opierać się transept, tryforium, wymieniono sklepienie nad chórem. 
Do roku 1235, już pod nadzorem nowego architekta, wzniesiono pozostałą część nawy głównej oraz ostatnią kaplicę boczną. Budowę katedry uznano za zakończoną, jednak okazało się, że jej najstarsza część – chór – jest w fatalnym stanie technicznym i grozi zawaleniem. Pod kierunkiem Gautiera de Vainfroy chór został zbudowany od nowa w latach 1253–1278. Równocześnie przebudowano część kaplic bocznych likwidując empory i równając ich wysokość z wysokością ambitu. W tym samym okresie, na życzenie i za pieniądze ostatniej z rodu hrabiów Szampanii Joanny I Nawarskiej dokonano szeregu zmian w zewnętrznym wyglądzie katedry w celu dostosowania jej do obowiązującego stylu. Syn Gautiera de Vainfroy, Pierre, wybudował praktycznie od nowa fasadę północną katedry, naśladując wygląd elewacji paryskiej katedry Notre-Dame. 
W XIV do bryły katedry dobudowano kilka kaplic będących fundacjami prywatnymi: dwie kaplice ufundowane w 1317 przez Filipa V, jedną ufundowaną przez Karola IV, wreszcie jedną sfinansowaną przez bogatego mieszczanina z Meaux Jeana de Rose. W 1335 na życzenie króla Filipa VI nawa główna została wydłużona, co wywołało konieczność wzniesienia nowej fasady zachodniej. Prace nad nią zostały przerwane w 1358, po wykonaniu dwóch tympanonów, na skutek wybuchu żakerii, a następnie wojny stuletniej. W czasie tego ostatniego konfliktu zostały podjęte jedynie między rokiem 1390 a 1410, po czym uniemożliwiła je angielska okupacja Meaux. 
Zakończenie prac nad nawą nastąpiło dopiero w II połowie XV wieku, kiedy zdecydowano się na przebudowę jej starszych elementów w stylu gotyku płomienistego. Prace nad modernizacją katedry uznano za zakończone dopiero w 1540. Już w 20 lat później budynek został zdewastowany przez hugenotów w czasie wojen religijnych. 
Budynek został wyremontowany dopiero w XIX wieku, kiedy był już w bardzo złym stanie. Przy restauracji katedry, trwającej od 1839 do 1894, nie respektowano jej wielości stylowej, przerabiając najstarsze fragmenty budynku na dominujący styl gotyku płomienistego.

## Architektura

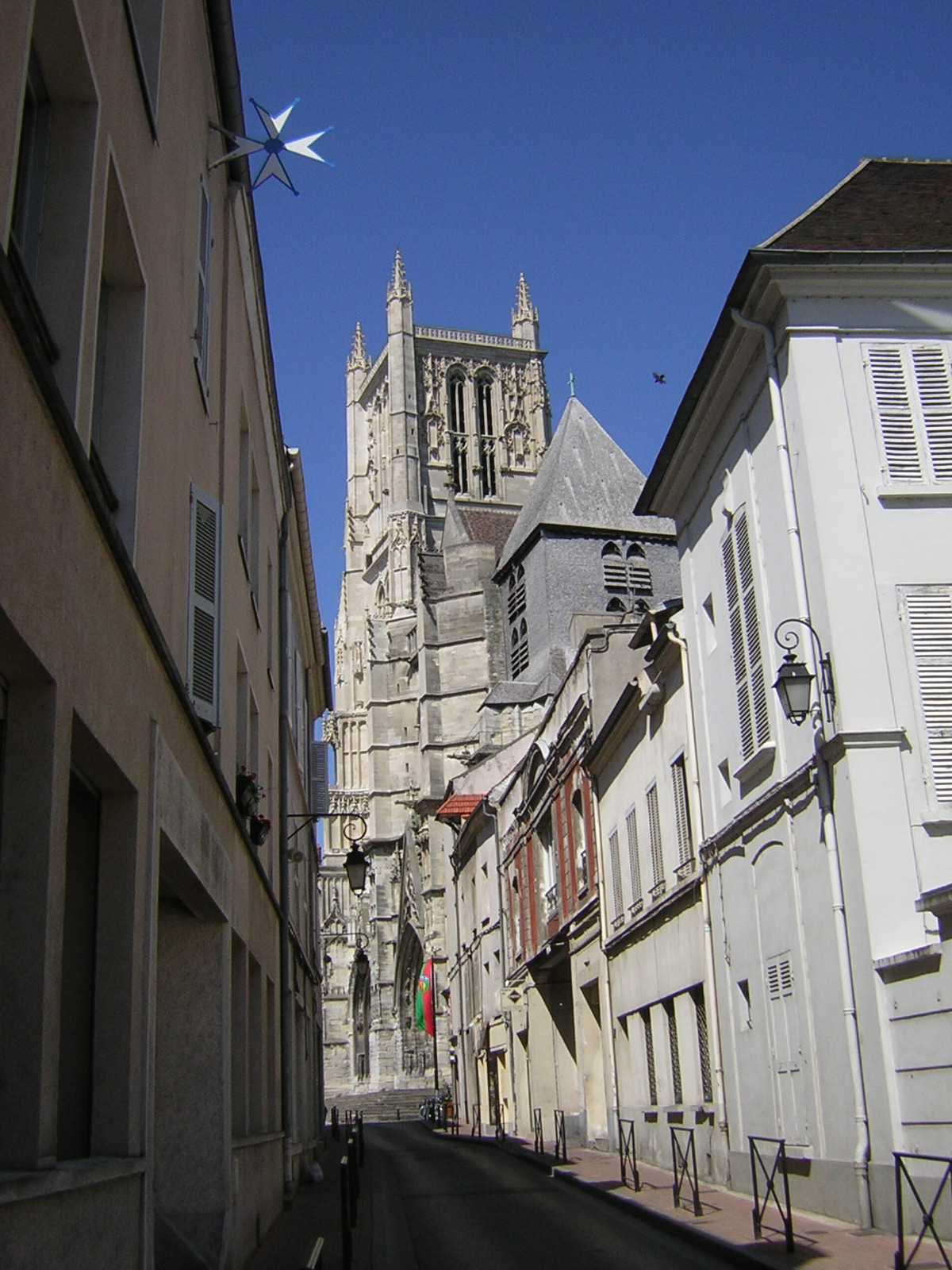
Katedra w ciągu staromiejskiej zabudowy Meaux

Katedra w Meaux posiada następujące wymiary: 85 metrów długości, 31 metrów wysokości nawy, 68 metrów wysokości wieży. Jest jedną z mniejszych francuskich gotyckich katedr (paryska Notre Dame posiada 130 metrów długości, katedra w Amiens – 145). Ze względu na długi okres budowy posiada ona cechy wszystkich faz rozwoju stylu gotyckiego we Francji. 
Katedra jest jednonawowa, z rzędem kaplic po obydwu stronach, pięcioprzęsłowa, z narteksem. Chór z ambitem kończy się apsydą. Nawa i chór są od siebie oddzielone transeptem. W pierwotnych planach katedra miała posiadać dwie wieże, ostatecznie wzniesiona została jedynie północna, południową zastępuje drewniana dzwonnica zwana "czarną wieżą". 
Fasady boczne katedry utrzymane są w stylu gotyku płomienistego: najważniejsza, zachodnia, posiada trzy monumentalne portale ze scenami Sądu Ostatecznego (środkowy), scenami z życia Jana Chrzciciela (lewy) oraz z życia Maryi (prawy). Centrum fasady stanowi piętnastowieczna rozeta. Na fasadzie południowej wyróżnia się portal poświęcony patronowi katedry. 
We wnętrzu katedry został pochowany Jacques-Bénigne Bossuet. 